# فوده کامارا (بازیکن فوتبال، زاده ۱۹۷۳)
فوده کامارا (انگلیسی: Fodé Camara؛ زادهٔ ۹ دسامبر ۱۹۷۳) بازیکن سابق و مربی فوتبال اهل گینه است.
از باشگاه‌هایی که در آن بازی کرده است می‌توان به باشگاه فوتبال کورتریک، باشگاه فوتبال پی‌اس‌ام ماکاسار، و باشگاه ورزشی وارخم اشاره کرد.
وی همچنین در تیم ملی فوتبال گینه بازی کرده است.